# Andrea Carrera
Andrea Carrera (* 1590 in Trapani; † 1677 ebenda), fälschlicherweise auch Carreca, war ein italienischer Maler des Barock auf Sizilien.

## Leben
Andrea Carrera entstammt der Künstlerfamilie gleichen Namens aus Trapani. Nähere Lebensdaten sind nicht bekannt. Vermutlich war er zunächst Schüler des Vito Carrera, dann war er in der Werkstatt von Pietro Novelli in Palermo.
Seine Tafelbilder zeigen einen deutlichen Bezug zur Kunst Caravaggios, der 1609 in Palermo war. Carrera war ein viel beschäftigter Maler, der insbesondere im Westen Siziliens eine Fülle von Bildern hinterließ.
Er starb hochbetagt in Trapani.

## Werk
- Santuario di Maria SS. della Misericordia (Trapani): Tafelbild „Madonna della Misericordia“
- Cattedrale di San Lorenzo (Trapani): Tafelbild „Sankt Georg“ und Deckenfresken in der Apsis
- Monasterio di Francesco di Paolo o Badia Nuova (Alcamo): Tafelbild „San Francesco di Paolo“ (1642) und „Santa Caterina“
- Chiesa dei SS. Cosmas e Damiano (Alcamo): Tafelbilder „Madonna del Rosario“ (1658) und „Madonna und Engel“ (1669)
- San Domenico (Palermo): Tafelbild „Santa Rosalia“
- San Giuseppe dei Teatini (Palermo): Apsisfresken
- Museo Diocesano (Palermo): Tafelbild
- Chiesa San Cataldo (Erice): „Martyrium des S. Stephan“ (1667)
- Santuario della Misericordia (Valderice): Tafelbild „Trinität“ und „Jungfrau Maria“ (1654)
- Santa Caterina (Trapani) Tafelbild
- S. Maria dell’Itria (Trapani) Tafelbild
- La chiesa matrice di Santa Maria Assunta (Sclafani Bagni): Tafelbild „Verkündigung“ (1660)